# Список дипломатических и консульских представительств в Бутане
Это список дипломатических миссий в Королевстве Бутан. Из-за отсутствия выхода к морю и изоляционизма Королевство Бутан имеет очень ограниченное количество дипломатических представительств. 
В настоящее время в столице Тхимпху находится 2 посольства.

## Посольства вТхимпху
- Бангладеш
- Индия

## Почётные консульства вТхимпху
- Таиланд

## Дипломатические представительства вТхимпху
- Дания (Liaison officer[англ.])
- Канада (Министерство международного сотрудничества Канады)
- Нидерланды (SNV Netherlands Development Organisation[англ.])
- Япония (Japan International Cooperation Agency[англ.])

## Офисы представителей международных организаций вТхимпху
- Организация Объединённых Наций
- ЮНИСЕФ
- Всемирный фонд дикой природы

## Резиденция посла в Бутане, расположенная за пределами Бутана
- Австралия (Нью-Дели)
- Австрия (Нью-Дели)
- Европейский союз (Нью-Дели)
- Республика Корея (Нью-Дели)
- Непал (Нью-Дели)
- Нидерланды (Нью-Дели)
- Норвегия (Нью-Дели)
- Сингапур (Нью-Дели)
- Финляндия (Нью-Дели)
- Швейцария (Нью-Дели)
- Швеция (Нью-Дели)
- Шри-Ланка (Нью-Дели)
- Япония (Нью-Дели)